# FK Qo'qon 1912
FK Qo'qon 1912 (uzbeckou cyrilicí ПФК Қўқон-1912, rusky Футбольный клуб Коканд 1912) je uzbecký fotbalový klub z města Kokand ve Ferganské oblasti na východě Uzbekistánu. Byl založen v roce 1912, jak naznačuje jeho název.
Svá domácí utkání hraje na stadionu Kokand s kapacitou cca 10 000 diváků.
V roce 1992 se stal finalistou uzbeckého fotbalového poháru.